# Belogradcsiki erőd
A belogradcsiki erőd (bolgár nyelven Белоградчишка крепост, Belogradcsiska kreposzt), más néven Kaleto (Калето, „az erőd”, a török kale szóból) erőd Bulgária északnyugati részén, a Balkán-hegység északi lejtőin, közel Belogradcsik városához, melynek egyik fő turisztikai nevezetessége a belogradcsiki sziklák mellett. A vár Bulgária egyik legjobb állapotban megmaradt erődje, országos jelentőségű műemlék.
A vár falai az alapoknál a két méteres szélességet is meghaladják, magasságuk eléri a 12 métert. Három megerősített udvarát kapuk kötik össze. Az erőd területe 10 210 m². A felújított erődöt kulturális műemlékké nyilvánították, a helyi történeti múzeum kezelésében áll.

## Története
Az első, ezen a helyen álló erőd még akkor épült, amikor a terület a Római Birodalom fennhatósága alá tartozott. A helyi sziklaformációk természetes védelemként szolgáltak, erődített falakat csak az északnyugati és a délkeleti oldalon kellett építeni, az udvart a többi oldalról akár hetven méteres magasságot is elérő sziklák védték.
Az erőd eleinte nem annyira védelmi célokat szolgált, mint inkább a terület ellenőrzését. Iván Szracimir bolgár cár, akinek székhelye Vidinben volt, a 14. században bővítette a régi erődöt, és a régió egyik legfontosabb erődítményévé tette, csak a vidini Baba Vida volt nála jelentősebb.
A 14. század végén Bulgáriát elfoglalta az Oszmán Birodalom, az erőd 1396-ban került török kézre. A régióban fokozódott a hajdúk és felkelők tevékenysége, ezért a törökök kénytelenek voltak megerősíteni az erődöt. A 19. század elején további jelentős változtatásokat hajtottak végre rajta; a változások a kor oszmán várépítési stílusát tükrözték, és a bővítés mellett teljes átalakítást is végeztek. A munkálatokban résztvevő francia és olasz mérnököknek köszönhetően tipikusan európai elemekkel is gazdagították a várat.
Az erődnek jelentős szerepe volt az 1850-es belogradcsiki felkelés leverésében. Utoljára az 1885-ös szerb–bolgár háborúban játszott szerepet. Ma múzeum.

## Galéria

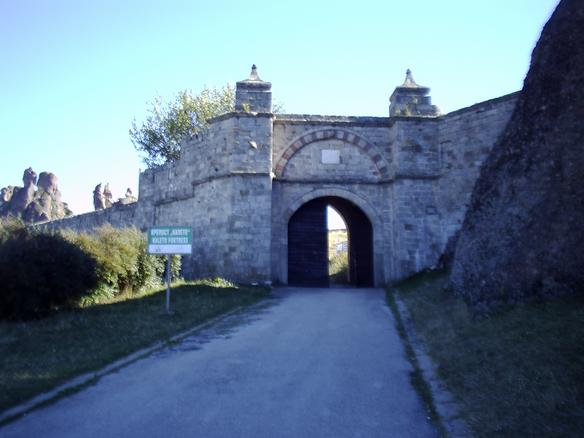
Az erőd egyik kapuja
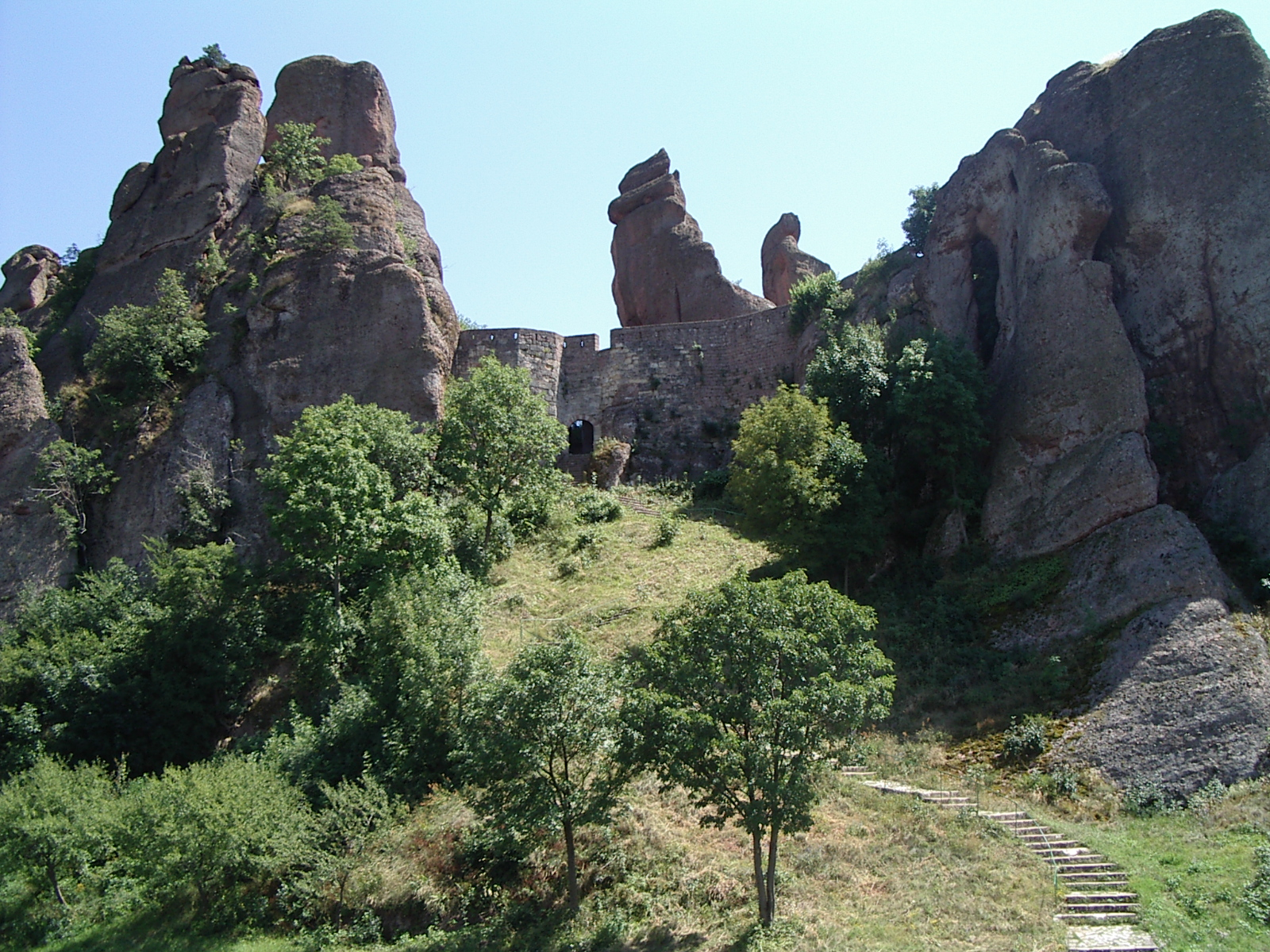
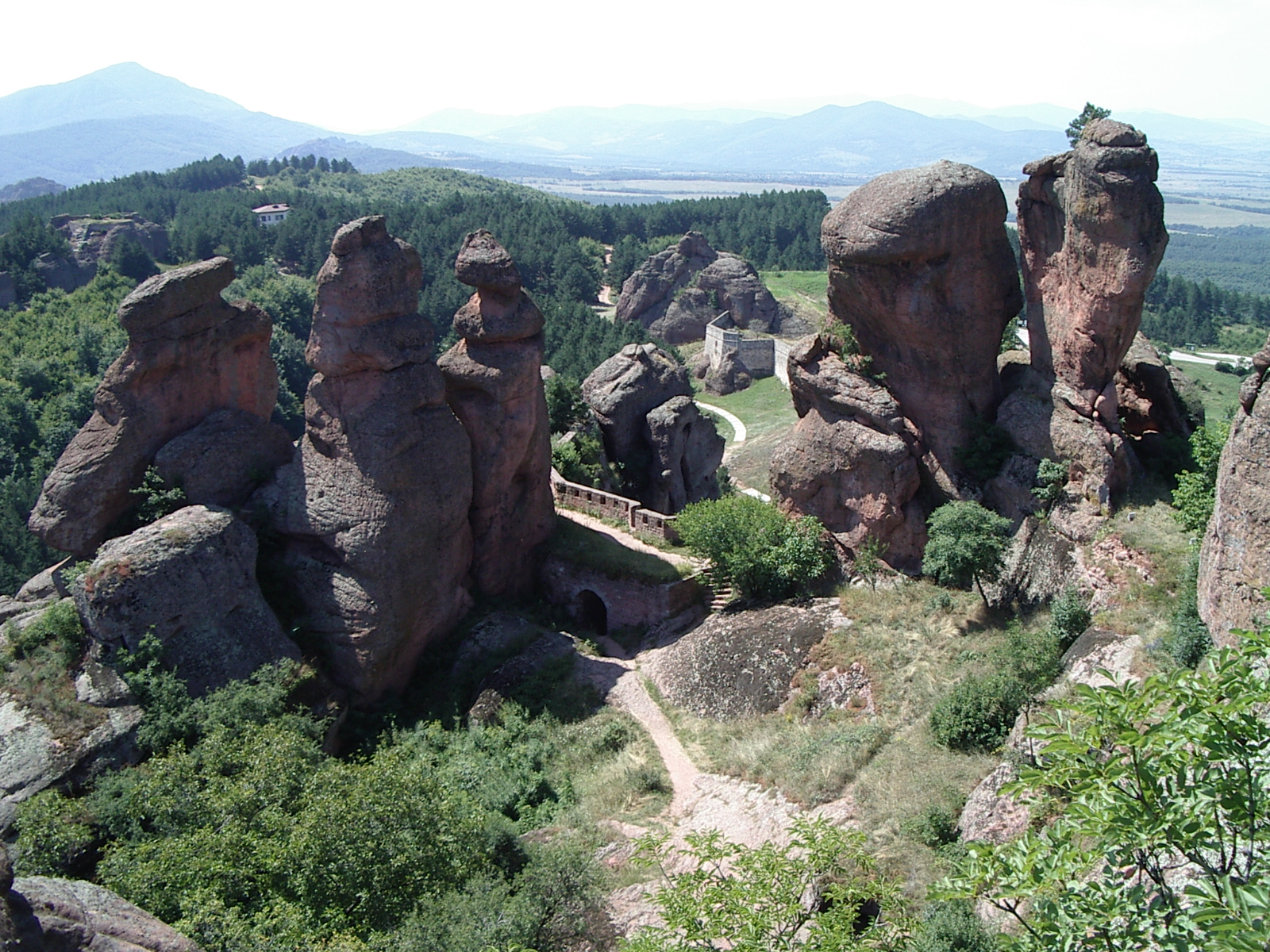
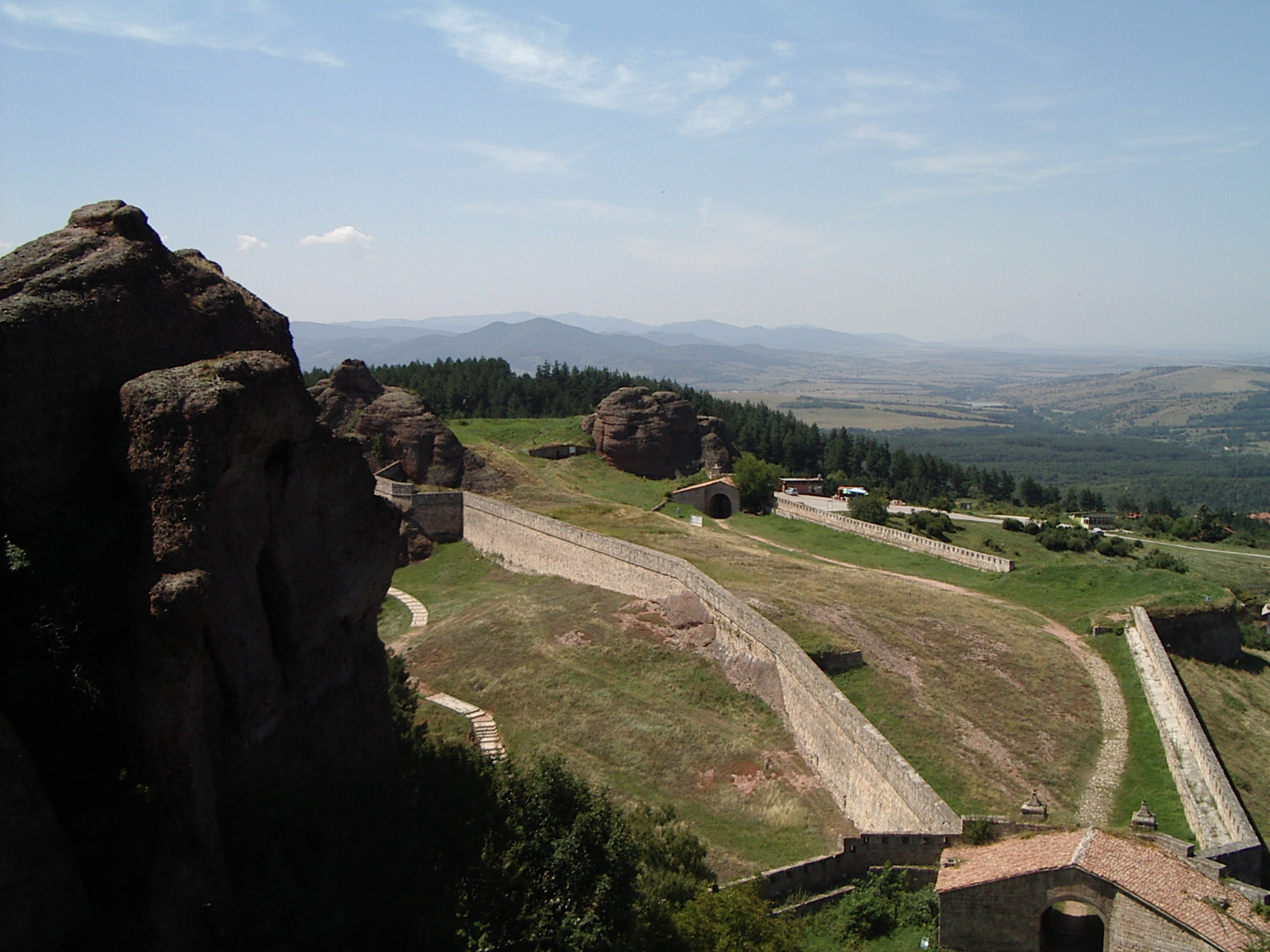
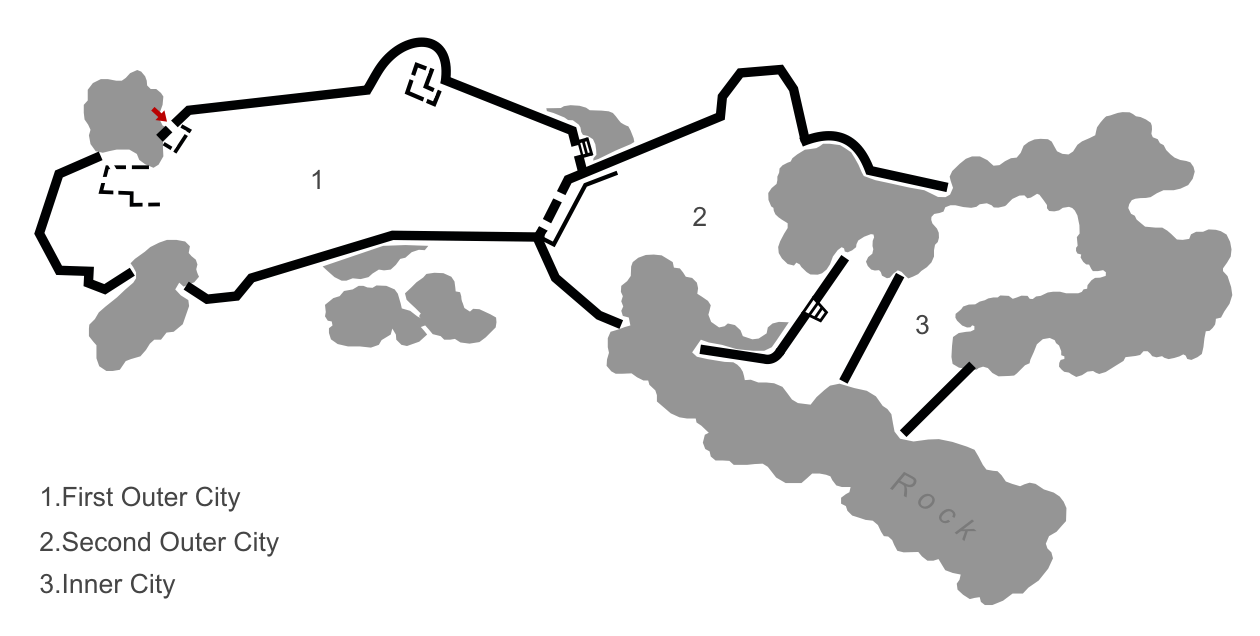
Alaprajz

## Fordítás
- Ez a szócikk részben vagy egészben  a   Belogradchik Fortress című angol Wikipédia-szócikk ezen változatának fordításán alapul.  Az eredeti cikk szerkesztőit annak laptörténete sorolja fel. Ez a jelzés csupán a megfogalmazás eredetét és a szerzői jogokat jelzi, nem szolgál a cikkben szereplő információk forrásmegjelöléseként.